# Stadion Chaskowo
Stadion Chaskowo (bułg. Стадион Хасково) – wielofunkcyjny stadion w Chaskowie, w Bułgarii. Został otwarty w 1961 roku. W 1978 roku przeszedł rozbudowę, w trakcie której pojemność zwiększono z 10 000 do 18 000 widzów, choć nieraz liczba widzów podczas spotkań znacząco przekraczała tę liczbę. Swoje spotkania na stadionie rozgrywają piłkarze klubu FK Chaskowo 2009. Do 1991 roku obiekt nosił imię Dimityra Kanewa. Na stadionie jedno spotkanie towarzyskie rozegrała piłkarska reprezentacja Bułgarii, 16 grudnia 1981 roku z Portugalią (5:2).